# Christopher C. Kraft
Christopher Columbus Kraft (Phoebus, Virginia, 28 de febrero de 1924-Houston, Texas, 22 de julio de 2019), también conocido como Chris Kraft, fue un ingeniero estadounidense y gerente de la NASA que participó en la creación del Centro de Control de las Misiones (CCM), entidad encargada de la administración y logística de los vuelos espaciales de la NASA.
Después de graduarse en el Instituto Politécnico y Universidad Estatal de Virginia en 1944, obtuvo empleo en el Comité Asesor Nacional para la Aeronáutica (NACA, en inglés), que en ese entonces era la agencia estadounidense encargada de las investigaciones aeronáuticas, antes de convertirse en la NASA. Durante más de una década, Kraft llevó a cabo investigaciones de ese tipo en el comité, y en 1958 se integró en el Grupo de Tareas Espaciales, un pequeño equipo de empleados con la misión de conseguir que un estadounidense fuese el primer ser humano en viajar al espacio exterior. Mientras trabajaba en la división de operaciones de vuelo, Kraft fue elegido como el primer director de vuelos de la NASA. Durante su gestión, se realizaron algunas misiones destacadas en la historia espacial, tales como el primer vuelo espacial de un estadounidense, el primer vuelo orbital de un estadounidense y la primera caminata espacial de un estadounidense.
Kraft renunció a su puesto de director de vuelo en la fase inicial del programa Apolo, para enfocarse en la administración y la planificación de las misiones. En 1972, fue nombrado director del Centro de Naves Espaciales Tripuladas (luego conocido como Centro Espacial Lyndon B. Johnson), una división de la NASA enfocada en el entrenamiento de los astronautas y en el control de vuelos tripulados. Antes de su llegada, su mentor Robert Gilruth había sido el anterior director del centro. Si bien Kraft ocupó el puesto hasta 1982, cuando se retiró de la NASA, continuó luego como consultor de varias empresas como IBM y Rockwell International, y publicó una autobiografía titulada Flight: My Life in Mission Control (2001).
Su trayectoria al frente de importantes misiones espaciales en la historia estadounidense le han llevado a ser referido como un elemento indispensable en la organización y formación del CCM. En 1999 obtuvo el premio National Space Trophy por parte del Rotary Club, y el organismo lo describió como «una fuerza impulsora en el programa de vuelo espacial humano estadounidense, desde sus comienzos hasta la era del transbordador espacial. Un hombre cuyos logros se han vuelto legendarios».

## Primeros años
Nació en Phoebus, Virginia en 1924. Su padre, Christopher Columbus Kraft (n. 1892), le puso su mismo nombre a pesar de que le daba vergüenza por ser el mismo que el de Cristóbal Colón. Provenía de Nueva York, cerca del Columbus Circle y era hijo de inmigrantes bávaros. Años después, el propio Kraft y otros analistas considerarían apropiadas todas estas casualidades. En su autobiografía comentó al respecto: «una parte de la orientación de mi vida se fijó desde el comienzo [debido a mi nombre]».
En su juventud, tocó en un grupo de tambores y cornetas de la Legión Estadounidense e incluso se lo eligió como el campeón estatal de corneta. También jugaba al béisbol, un deporte que practicaría en la universidad también; en una temporada, tuvo un porcentaje de bateo de 0.340.
En 1942, comenzó sus estudios en el Instituto Politécnico y Universidad Estatal de Virginia (Virginia Tech) y se integró en el Cuerpo de Cadetes. En su primer año en la institución intentó inscribirse en el ejército como cadete de la Armada Estadounidense, pero no fue aceptado debido a una quemadura que tenía en su mano derecha a raíz de un accidente que había tenido a los tres años de edad. Debido a las demandas en tiempos de guerra, Virginia Tech funcionaba ininterrumpidamente los doce meses del año. Kraft terminó su carrera en diciembre de 1944, y obtuvo una licenciatura en ingeniería aeroespacial en sólo dos años.

## Trayectoria en la NACA

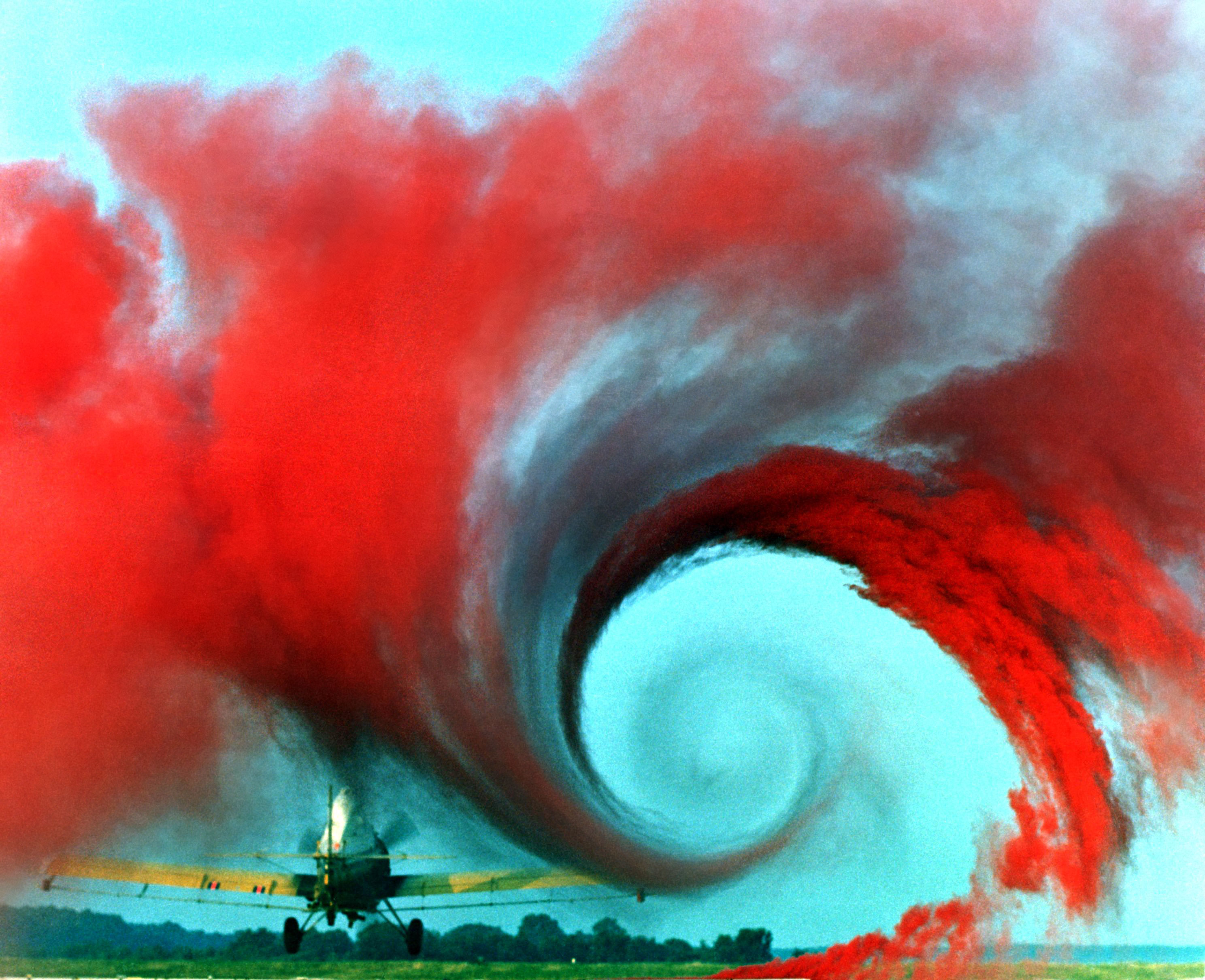
Los vórtices producidos por la punta alar, mostrados en un estudio posterior de la NASA.

Tras graduarse, Kraft obtuvo un empleo en la compañía de aeronaves Chance Vought, en Connecticut. Para entonces había enviado también una solicitud a la National Advisory Committee for Aeronautics (NACA), una agencia gubernamental estadounidense cuyo centro de investigación estaba localizado en Hampton, Virginia. Aunque Kraft consideraba que este último estaba demasiado cerca de su hogar, lo tomó como una segunda opción. Al llegar a Chance Vought, le dijeron que no podía trabajar si no tenía consigo su certificado de nacimiento. Este documento lo había olvidado al trasladarse a Connecticut. Esta anécdota le llevó a tener una idea negativa en cuanto a la filosofía burocrática de la empresa, por lo que prefirió aceptar la oferta de la NACA.
En los años 1940, la NACA era una organización de investigación cuyo ideal era la vanguardia en la aeronáutica. En su centro de investigaciones, los científicos utilizaban túneles de viento avanzados para probar los diseños de nuevas aeronaves, mientras que el área de investigaciones estaba enfocada primordialmente en nuevos conceptos como el avión cohete X-1. Kraft fue asignado a la división de investigación de vuelos, a cargo de Robert Gilruth. Su trabajo con la NACA incluyó el desarrollo del modelo inicial de un sistema de atenuación de ráfagas, para una aeronave en pleno vuelo durante un viento turbulento. Esto conllevaba corregir las variaciones en la atmósfera, al desviar las superficies de control de manera automática. También descubrió que los vórtices producidos por la punta alar, y no el efecto hélice como se pensaba, son los responsables de la mayor parte del flujo turbulento en el aire que le sigue a la aeronave en pleno vuelo. Este fenómeno fue olvidado y luego redescubierto de forma independiente.
A pesar de que su estancia en la NACA le resultaba placentera, Kraft solía estresarse cada vez más durante su trabajo. Lo anterior lo adjudicó a que no se veía a sí mismo como un teórico. En 1956 unos médicos le diagnosticaron una úlcera, por lo que comenzó a pensar en elegir otro tipo de trabajo.

## Director de vuelo

### Operaciones de vuelo
En 1957, la puesta en órbita del satélite ruso Sputnik 1 motivó a Estados Unidos a acelerar su incipiente programa espacial. El 29 de julio del año siguiente, el presidente Dwight D. Eisenhower firmó la Ley Nacional del Espacio y la Aeronáutica, que trajo como resultado la disolución de la NACA y la formación de la NASA. El centro de investigaciones de la NACA se integró en la NASA, y con ello sus empleados, entre los cuales estaba Kraft. Antes de que la NASA existiera de forma oficial, en octubre de ese año, Gilruth invitó a Kraft a que formara parte de un nuevo grupo que trabajaba en resolver las problemáticas en torno al primer viaje espacial tripulado. Este grupo recibió el nombre de Grupo de Tareas Espaciales, y se fundó oficialmente el 5 de noviembre de 1958. Kraft aceptó la propuesta de Gilruth, y se integró en un selecto equipo compuesto de 35 ingenieros cuya primera asignación fue el Proyecto Mercury, un programa orientado a llevar a cabo el primer viaje de un estadounidense al espacio exterior.
Durante ese tiempo, Kraft estuvo a cargo de la división de operaciones de vuelo, que se encargaba de la planificación y arreglos relacionados con el vuelo de la cápsula Mercury, y del control y la monitorización de las misiones espaciales. Como auxiliar de Chuck Mathews, jefe de la división, debió concretar un plan de misión para el programa Mercury. Hay que señalar que cuando Kraft asumió las operaciones de vuelo de la NASA, ningún ser humano había viajado antes al espacio. Por lo tanto, había varias tareas que debía vigilar y garantizar que se cumplieran con estricto cuidado: planes de vuelo, programaciones, procedimientos, reglas de la misión, seguimiento de la nave espacial, telemetría, asistencia desde tierra firme, redes de comunicación y manejo de contingencias.

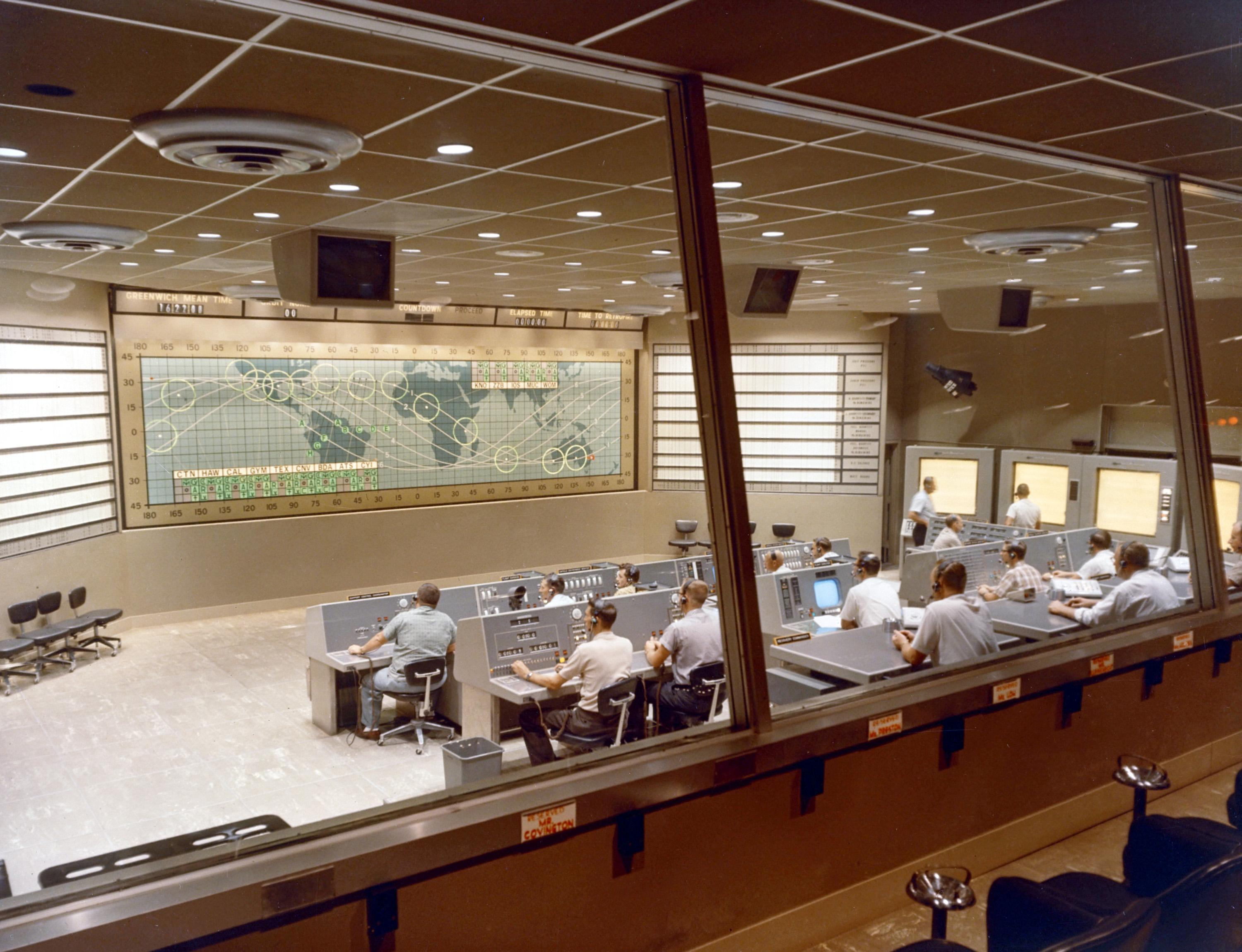
Control de Misión, tal cual se veía durante el Proyecto Mercury.

Una de sus contribuciones más importantes en el ámbito de los vuelos tripulados fue su concepción del Centro de Control de Misiones (CCM). Varios de los ingenieros involucrados en Mercury habían trabajado antes en la prueba de vuelo de la cápsula, donde el rol para la asistencia desde tierra era mínimo. Sin embargo, Kraft concluyó que un astronauta solamente intervendría en la fase rápida de lanzamiento, por lo que se necesitaba que ingenieros especialistas en la materia monitorearan en tiempo real el estado de la cápsula. Como resultado, la NASA instituyó el Centro de Control Mercury, ubicado en Cabo Cañaveral, en Florida.
Otro concepto importante ingeniado por Kraft era el perfil de un director de vuelo, aquel que estaría a cargo de coordinar al equipo de ingenieros, y de tomar decisiones en tiempo real sobre la conducción de una misión en plena ejecución. Mathews recordó que un día Kraft le pidió directamente ser el director de vuelo del Mercury. Ya habiendo obtenido el cargo de director de vuelo, una de las primeras experiencias importantes para Kraft fue la misión Mercury Atlas 5, en la que un chimpancé, llamado Enos, se convirtió en el primer tripulante vivo de un vuelo orbital estadounidense. La prensa estadounidense trató con ironía la cobertura de esas primeras misiones con pasajeros no humanos. Por ejemplo, la revista Time publicó un artículo sobre el vuelo, titulado «Meditative Chimponaut» (trad. literal: «Chimpancé astronauta pensativo»). Kraft le dio una especial importancia a estas misiones, ya que sirvieron para que los empleados de CCM establecieran protocolos y procedimientos de vuelo, además de que eran ensayos para los siguientes viajes tripulados que tenían contemplados. En un inicio, el Mercury Atlas 5 duraría tres órbitas, pero el fallo de una de las bombas de peróxido de hidrógeno, que controlaba la posición de la nave, hizo que Kraft tomara la decisión de traer de vuelta la cápsula a la Tierra, tras recorrer dos órbitas. En opinión del astronauta John Glenn, un pasajero humano sería capaz de controlar la cápsula sin necesidad de un reingreso prematuro, pues (de acuerdo con Time), «esto afirmaría la superioridad de los astronautas sobre los chimpancés». Kraft no restó mérito al vuelo de Enos, al sentir que había evidenciado la importancia que tenía el CCM en la toma de decisiones en tiempo real. Además, había sido su primera responsabilidad como director de vuelos, que le proporcionó la noción de la importancia de sus funciones al tener a su cargo ya fuese la vida de un chimpancé, o la de un ser humano.

### Mercury
Kraft fungió como director de vuelo en las seis misiones tripuladas del Mercury. Únicamente en la última misión del programa (Mercury Atlas 9, que duró más de un día) compartió responsabilidad con su suplente John Hodge.

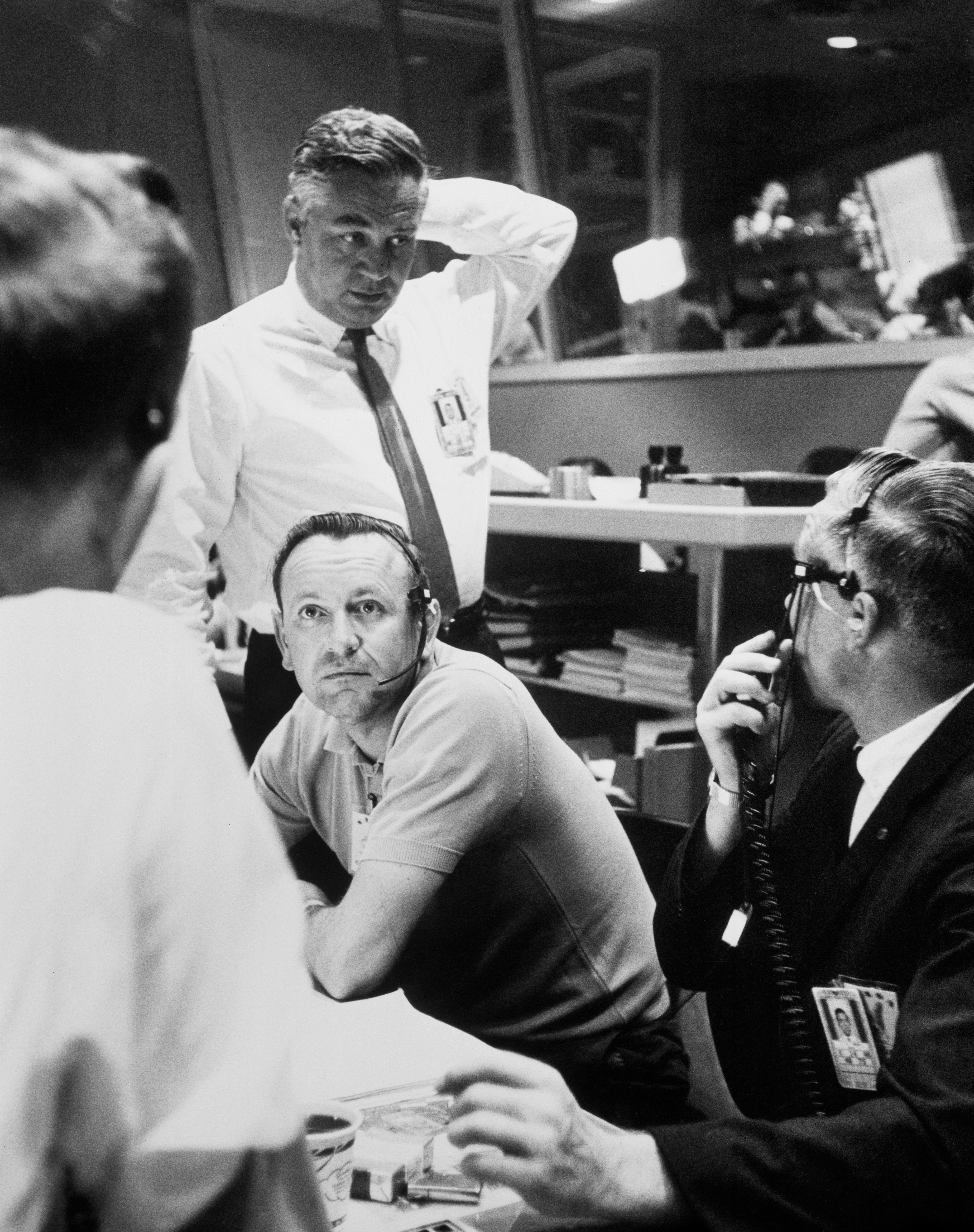
Chris Kraft (sentado) junto con su jefe Walt Williams y otros empleados del CCM durante la misión Mercury Atlas 9.

Mercury Atlas 6, donde participó Glenn, representó una experiencia difícil tanto para el CCM como para Kraft. Un libro que recoge los hechos históricos del programa Apolo la describió como «el evento que dio forma de manera decisiva a las operaciones de vuelo». La misión, que se convirtió en el primer vuelo orbital por un estadounidense, se llevó a cabo de acuerdo con lo programado en tierra, hasta que Glenn comenzó su segunda órbita. A partir de ese instante, el controlador de sistemas de Kraft, Don Arabian, reportó que la telemetría mostraba un indicador de «segmento 51», que sugería que la bolsa de aterrizaje de la cápsula, que se activaría tras el acuatizaje para funcionar a manera de amortiguador, se había desplegado antes de tiempo. Kraft creía que tal indicador se debía a algún defecto en la instrumentación telemétrica, por lo que descartó la otra posibilidad. Sin embargo, en caso de que estuviera equivocado, significaría que el blindaje de la cápsula para aislar el calor, equipado en la parte superior de la bolsa de aterrizaje, estaba suelto. Esto ocasionaría que la cápsula se incendiara durante la fase de reingreso.
Después de consultarlo con sus controladores de vuelo, Kraft llegó a la conclusión de que el indicador reportado por Arabian era falso, y que no requerían hacer nada al respecto. No obstante, sus superiores, entre ellos el diseñador de la cápsula Mercury Max Faget, pensaban distinto. Le pidieron a Kraft que instruyera a Glenn para que activara el paquete con el retrocohete de la cápsula en el reingreso, ya que este último al estar atado al escudo térmico lo mantendría en su sitio en caso de que se soltara. Para Kraft, esto representaba un riesgo inaceptable. En sus propias palabras: «[yo] estaba atónito [...] si cualquiera de los tres retrocohetes hubiese tenido combustible sólido, toda [la cápsula] hubiese estallado». A pesar de eso, accedió a seguir el plan concebido por Faget y Walt Williams, su superior directo en la división. Si bien Glenn aterrizó de forma segura a su arribo, una inspección demostró luego que uno de los interruptores de las bolsas de aterrizaje estaba dañado. Es decir, Kraft tenía razón: el escudo térmico no se había desprendido. Después de este hallazgo, este último señaló que nadie más influiría de nuevo en sus decisiones como director de vuelo de la agencia espacial. Su asistente en la misión, Gene Kranz, consideró que el vuelo de Glenn había sido «el punto decisivo [...] en la evolución de Kraft como director de vuelo».
Antes del vuelo del Mercury Atlas 7, Kraft objetó la elección de Scott Carpenter como astronauta de la misión, y le comentó a Williams que la falta de conocimientos de ingeniería de este pondría en peligro la misión, o su propia vida. Durante su ejecución, la misión pasó por algunos problemas como una tasa inusualmente alta de uso de combustible, un indicador de horizonte que no funcionaba correctamente, un encendido retrasado del retrocohete durante el reingreso, y un amerizaje concretado a 250 millas náuticas (463 km) de alcance del blanco. Sumado a lo anterior, Kraft señaló las imprecisiones en su comunicación con Carpenter, algo que atribuyó a la falta de atención del astronauta respecto a las indicaciones del CCM. Aunque algunos de los problemas se debían a fallos mecánicos, otros no pudieron ser atribuidos a nadie; Kraft dudó en culpar directamente a Carpenter en ese entonces. En su autobiografía retomó el tema, si bien antes no había hablado de forma negativa sobre la misión. El capítulo donde abordó el proyecto Mercury Atlas 7 lo tituló «The Man Malfunctioned» («El hombre que funcionó mal»). En una carta enviada a The New York Times, Carpenter catalogó el libro como «vengativo y sesgado», y dio una versión diferente de las razones que llevaron a la frustración de Kraft: «en el espacio, las cosas pasan tan rápido que sólo el piloto sabe qué hacer, ni siquiera el control desde Tierra es de ayuda. Tal vez por eso siga enojado después de todos estos años».
Al término del programa Mercury, Kraft asistió a una ceremonia realizada en el Jardín de las Rosas de la Casa Blanca, donde obtuvo la medalla al «Liderazgo sobresaliente» de la NASA, entregada por el presidente John F. Kennedy y el administrador de la NASA James Webb. El galardonado comentó: «Ninguno de nosotros tiene muchos días en nuestras vidas como ese».

### Gemini
Para el programa Gemini, Kraft ocupó el puesto de jefe de operaciones de las misiones espaciales, a cargo de un equipo de directores de vuelo. No obstante, su labor seguía siendo la de un director de vuelo. Debido a que las misiones de Gemini tenían una mayor duración, el CCM comenzó a operar en un sistema de trabajo de tres turnos. El historiador espacial David Harland mencionó: «Claramente, con un control de vuelo que enfrentaba una curva de aprendizaje, estos acuerdos constituían en sí un experimento». Kraft realizó su labor de manera exitosa al compartir responsabilidad con los directores de vuelo a su cargo, tal como Gene Kranz consideró, en lo que fue su primer cambio de turno en la misión Gemini 4: «Solamente dijo “Estás a cargo”, y se fue».
El programa Gemini llevó a la realización de varias actividades primerizas para la NASA, que incluyeron el primer vuelo con dos astronautas como tripulantes, la primera reunión en el espacio y la primera caminata espacial. En muchas de estas, Kraft estuvo al cargo de su logística. Además, el primer paseo espacial ocurrió durante Gemini 4. Después de Gemini 7, renunció a su trabajo en el CCM, para permitir que otros directores de vuelo se ocuparan de las misiones restantes de Gemini, mientras él planificaba el programa Apolo. Participó en dos juntas de revisión en North American Aviation, compañía responsable de la cápsula Apolo. Más tarde, le reveló a Gilruth que le hubiese gustado seguir en «el centro de acción», sobre todo tras el reingreso de emergencia de Gemini 8.

### Incendio del Apolo 1
A partir del programa Apolo, Kraft retomaría su anterior empleo como director de vuelo en el CCM. Sin embargo, previo al primer viaje tripulado de Apolo (que se esperaba que comenzara formalmente a principios de 1967), los tres tripulantes murieron en un incendio suscitado el 27 de enero de ese mismo año, en una prueba de cuenta regresiva llevada a cabo en la plataforma de lanzamiento. Cuando ocurrió el percance, Kraft estaba en el CCM, pero no pudo hacer mucho al respecto para evitar la tragedia. Betty Grissom, viuda del astronauta Gus Grissom, le pidió a este que fuera uno de los portadores del féretro durante el funeral de Grissom en el Cementerio Nacional de Arlington.

### Perfil público
En los años 1960, Kraft era una figura mediática en la prensa estadounidense. El 27 de agosto de 1965 apareció en la portada del ejemplar mensual de Time, donde los responsables de la publicación se refirieron a él como «el conductor en un puesto de mando». En su entrevista con Time, se comparó a sí mismo con Cristóbal Colón y mostraba, de acuerdo con la editorial, un «orgullo casi airado» en su trabajo. Respecto a esto último, el entrevistado añadió: «Sabemos mucho más sobre lo que tenemos que hacer que lo que hicimos [...] y conocemos a dónde nos dirigimos». El artículo describió el rol de este en la misión Gemini 5, y añadió las comparaciones frecuentes que el propio Kraft hacía entre su puesto como director de vuelo y el de un conductor de orquesta.

El conductor no puede tocar todos los instrumentos; quizá ni siquiera sea capaz de tocar ninguno de ellos. Pero sabe cuándo debe tocar el primer violín, y cuándo deben hacer ruido o disminuir su intensidad las trompetas, o cuándo deben escucharse los tambores. Él combina todo y es cuando surge la música. Eso es lo que hacemos aquí.

Al principio, Kraft se mostró sorprendido por la decisión de Time de dedicarle una portada, y le comentó al director de asuntos públicos de la NASA que «han escogido al tipo incorrecto. Debería ser Bob Gilruth... no yo». A pesar de ello, el retrato de dicha revista pasó a ser una de sus posesiones más valiosas.

### Relaciones con los astronautas
Tras el vuelo de Glenn, Kraft mencionó que no volvería a permitir que nadie más cuestionara sus decisiones en el CCM mientras fungiera como director de vuelo. Las reglas de misión, en cuya redacción había estado involucrado Kraft, decían que «el director de vuelo debía, tras un análisis del vuelo, elegir si se tomaba alguna acción necesaria para la conclusión exitosa de la misión». A su parecer, el poder que tenía el director de vuelo se extendía también a las acciones que debían realizar los astronautas en la misión. En una entrevista concedida a Time en 1965, dijo: «el individuo que está en tierra es quien controla la misión. No hay duda sobre eso en mi mente o en la de los astronautas. Harán lo que él diga».
En algunas ocasiones se vio en la necesidad de intervenir con tal de asegurarse que su concepción del rol del director de vuelo se cumpliera. Al momento de llevarse a cabo la Apolo 7, había sido promovido a jefe de la división de operaciones de vuelo, por lo que Glynn Lunney debió asumir el puesto vacante de Kraft. Durante su gestión, Lunney estuvo en estrecho contacto con los astronautas, a los que su predecesor consideraba como «insubordinados». Un ejemplo de la relación entre el director de vuelo y los astronautas del Apolo 7 puede verse en la siguiente anécdota, en la que el comandante Wally Schirra no cumplió con las órdenes del CCM. Si bien tuvo éxito al operar la cápsula durante el programa, Kraft señaló que ningún tripulante del Apolo 7 volvería a participar en otra misión espacial en lo sucesivo, al haberlo consultado con el astronauta en jefe Deke Slayton. Un caso similar ocurrió con el astronauta Scott Carpenter, durante la misión Mercury. Kraft señaló que Carpenter jamás volvería a ir al espacio debido a lo ahí suscitado.

## Mánager e instructor

### Planeación de la misión Apolo
Tras el desastre de Apolo 1 a finales de 1967, Kraft pensó de forma pesimista que ya no trabajaría como director de vuelo en la siguiente misión tripulada, Apolo 7, ni en las posteriores misiones. No obstante, su participación en el programa sería mayor a partir de entonces.
Como director de operaciones de vuelo, participó de cerca en la planificación del programa y fue uno de los primeros mánagers de la NASA en tomar parte en la decisión de mandar al Apolo 8 en un vuelo circunlunar. Debido a problemas surgidos en el desarrollo del módulo lunar en 1968, la agencia espacial tenía la idea de posponer la misión de prueba de Apolo hasta el año siguiente. George Low, en calidad de sustituto y administrador de la «Oficina del Programa de la Nave espacial Apolo», sugirió asignarle una nueva misión a Apolo 8, en la que no requirieran el módulo lunar. A principios de agosto de ese año, Low, Kraft, Gilruth y Deke Slayton discutieron la propuesta: «Los cuatro... nos convertimos en un comité no oficial que se reunía con frecuencia en la oficina de Bob para discutir problemas, planes e ideas inusuales. Mucho de lo que sucedió en Gemini o Apolo se originó ya sea con nosotros, o con nuestras aportaciones», comentó el segundo en su autobiografía publicada en 2001.
La propuesta de Low era realizar la misión en diciembre, lo cual dejaba poco tiempo a la división de vuelos para el entrenamiento y la preparación del Apolo 8. Después de coincidir en que la misión podía hacerse en teoría, Kraft consultó a sus planificadores y directores de vuelo de la misión para determinar si sus términos y todo el equipo estarían listos dentro de los plazos concebidos. Kraft comentó: «Mi cabeza estaba liada con todas las cosas que debíamos hacer [...] pero se trataba de un desafío infernal».
El 9 de agosto, los tres arribaron al Centro Marshall de vuelos espaciales en Huntsville, Alabama, e informaron a los administradores de la NASA, entre ellos Wernher von Braun y Rocco Petrone, sobre la misión planeada. El 14 de agosto, junto con el grupo de Huntsville, viajaron a la sede de la agencia espacial en Washington D. C. para dar aviso al administrador suplente Thomas O. Paine, quien recomendó la misión al administrador James E. Webb, que finalmente les dio autorización para comenzar los preparativos.
Conforme se dio la planificación del Apolo 8, una de las responsabilidades que afrontó Kraft fue la de asegurarse que una flota esperaría a la tripulación tras el amerizaje al término de la misión. Esto representó un desafío inusual, pues gran parte de la flota del Pacífico de la Armada estaría ausente esas fechas, debido a la Navidad y al Año Nuevo. Por lo tanto, Kraft se reunió en persona con el almirante John McCain para convencerlo de que pusiera a disposición de la NASA la flota requerida.

### Misiones Apolo
En la víspera de la Navidad de 1968, el Apolo 8 entró en órbita alrededor de la Luna. Apenas diez años antes, Kraft se había unido al recién creado Grupo de Tareas Espaciales de Gilruth, y ahora ambos colaboraban juntos en el CCM. Dado el éxito de la misión, todos en el CCM estaban felices y celebraban con júbilo. Kraft y Gilruth se mostraron más reservados, a pesar de estar también satisfechos con el programa. De acuerdo con Kraft: «Era un pandemónium glorioso, y en medio de la niebla en mis ojos, miré a Bob Gilruth limpiando sus ojos, anhelando que nadie lo viera llorar. Le puse mi mano en su brazo y lo estreché. [...] Él levantó mi mano de su brazo y la sacudió con fuerza. No hubo palabras de ninguno de los dos. Los nudos en nuestras gargantas impidieron que salieran».
Kraft también atestiguó el aterrizaje del Apolo 11, el cual observó desde el CCM, sentado junto a Gilruth y Low. Tuvo un rol más activo tras la crisis del Apolo 13. Casi después de que ocurriera el accidente, Gene Granz llamó a Kraft para que acudiera de inmediato al CCM, donde presidió la reunión de los altos directivos, en la que decidieron el modo en que Apolo 13 regresaría a la Tierra.

### Mentor
Varios ingenieros que participaron en el programa Apolo, y que luego se convertirían en altos directivos, consideraron a Kraft como uno de los mejores responsables involucrados en Apolo. Personalmente, eligió y capacitó a una generación completa de directores de vuelo de la NASA, entre los cuales figuran John Hodge, Glynn Lunney y Gene Kranz (este último se refería a Kraft como «el Maestro»). De acuerdo con los historiadores Murray y Cox, Kraft «fijó el tono para una de las características más notables de las operaciones de vuelo: la confianza incuestionable, no de los subordinados en los superiores, sino todo lo contrario».
Los principios que introdujo prevalecieron en el Centro Espacial Lyndon B. Johnson, mucho tiempo después de su jubilación. Tal como Lunney citó en 1998: «Él [Kraft]... infundió un sentido de lo que era correcto, lo que estaba mal, lo que tenías que hacer, qué tan bueno debías ser, y esos estándares que intentó inculcar en todos, con su propio ejemplo, y lo que hizo con nosotros, persiste hoy en día. El Centro de Control de Misiones de hoy... es un reflejo de Chris Kraft».
Sin embargo, también mostró ser un personaje obstinado, al dejar en claro que no había lugar en la división de operaciones de vuelo para quienes fallaban en adaptarse a sus estándares. Una de sus citas favoritas era la siguiente: «Errar es de humanos, pero cuando pasa más de una vez resulta lo contrario a la política directiva de Operaciones de vuelo». Los subordinados que se molestaron en alguna ocasión con Kraft, no volvieron a tener contacto con él. A él le asociaron el poder para finiquitar carreras en el Centro Espacial Johnson; el controlador de misión Sy Liebergot comentó: «si él estaba de tu lado, tenías que aprovechar todo lo que fuese necesario; pero si estaba en tu contra, eras carne muerta».

## Director del Centro de Naves Espaciales Tripuladas
En 1969, Kraft fue elegido como director suplente del Centro de Naves Espaciales Tripuladas (MSC, por sus siglas en inglés). El 14 de enero de 1972 se convirtió en director del mismo, en reemplazo de Gilruth, jefe de Kraft desde su llegada al centro de investigación de la NACA, en 1945. El analista espacial Anthony Young lo describió como un «espléndido sucesor» de Gilruth, tras convertirse en el segundo director del MSC en toda su historia.
Kraft pudo retirarse a principios de los años 1980, pero prefirió seguir como director del centro, en calidad de «pensionado recontratado», con lo que además de su pensión gubernamental continuaba en la nómina de la NASA. En 1981, fue partícipe de un altercado con el administrador de la NASA y otros directivos sobre la conducción de la misión STS-2, así como por cuestiones relacionadas con la organización y la administración de la agencia espacial. Esto provocó que su posición en la NASA pasara a volverse más tenue.
En abril de 1982, la prensa informó de que Kraft tenía pensado renunciar como director del MSC a finales de ese año, algo que calificaron como un «anuncio sorprendente». El propio Kraft negó que su renuncia tuviese que ver con el riesgo probable de que el Centro Espacial Johnson perdiera su rol al frente de las operaciones de los transportadores espaciales, o en el desarrollo de la Estación Espacial Freedom, de la NASA.

## Retiro y muerte

### Consultor
Tras su retiro, Kraft participó como consultor para compañías como Rockwell International e IBM, y como director general de la Cámara de Comercio de Houston.
En 1994, trabajó como presidente del equipo independiente de revisión de gestiones del transbordador espacial, compuesto por expertos en aeronáutica, y cuyo propósito era investigar las alternativas que podía elegir la NASA para volver más rentable su programa de transbordadores espaciales. Publicaron su reporte, titulado Informe Kraft, en febrero del año siguiente. En el documento, sugirieron que las operaciones de los transbordadores debían recaer en un contratista privado externo, y que «la NASA debería considerar... la progresión hacia la privatización del transbordador espacial». Criticaron el efecto de las medidas de seguridad impuestas por la agencia espacial tras el accidente del Challenger, al decir que habían «creado un ambiente de seguridad que es costoso y redundante». Un aspecto fundamental del reporte radicó en la idea de que el transbordador se había vuelto un «sistema maduro y confiable... tan seguro como la tecnología de hoy en día puede permitirlo».
Poco después de su publicación, el Informe Kraft generó algunas controversias. John Pike, director espacial de la Federación de Científicos Estadounidenses, comentó que el documento simbolizaba «una receta para el desastre» pues «básicamente incitan a desmantelar los mecanismos de seguridad y calidad adoptados después del accidente del Challenger». El Panel Asesor en Seguridad Espacial de la NASA también dio su punto de vista en mayo de 1995, al señalar que «la presunción de que los transbordadores espaciales son ahora «maduros», conlleva una complacencia que podría conducir a graves contratiempos». A pesar de lo anterior, la agencia espacial aceptó las recomendaciones del informe, y en noviembre de 1995 la responsabilidad de las operaciones de los transbordadores pasó a la Alianza Espacial Unida, una agencia independiente creada por Boeing y Lockheed Martin apenas unos meses antes, en ese mismo año.
Nueve años después, la Junta de Investigación del Accidente del Columbia (CAIB, por sus siglas en inglés) criticó de nuevo el Informe Kraft, al evaluar las causas organizativas y culturales del accidente del Columbia. En su análisis señalaron que «la Junta juzga que el reporte [Kraft] caracterizó al programa de transbordadores espaciales en una especie de contradicción con las realidades del programa de transbordadores». Para ellos, el documento había contribuido a una cultura indeseable de seguridad dentro de la NASA, al provocar que la agencia viera al transbordador como un vehículo operacional, en vez de uno experimental, y alentar a desviar la atención de las anomalías continuas que se presentaban en la ingeniería del mismo.

### Autobiografía
Kraft publicó su autobiografía en 2001 bajo el título de Flight: My Life in Mission Control, obra en la que aborda aspectos de su vida que abarcan su trayectoria en la NACA y la NASA, hasta el término del programa Apolo, e incluye una breve información sobre su cargo como director del Centro de Naves Espaciales Tripuladas en el epílogo.
El libro ha obtenido críticas positivas en general. Una reseña escrita por el periodista espacial Henry S.F. Cooper, Jr, y publicada por New York Times lo catalogó como una «memoria de fácil lectura», mientras que la reseña Kirkus la resumió como un «relato ágil y altamente detallado del... logro tecnológico más espectacular de Estados Unidos en el siglo XX». La mayoría coincidió en la franqueza con la que Kraft redactó la obra, así como su disposición para criticar personalmente a todos aquellos con los que estuvo en desacuerdo. Cooper percibió que el autor «habla sin tapujos sobre las deficiencias de algunos [de sus colegas]», mientras que la revista Kliatt añadió que Kraft «no tiene miedo al momento de nombrarlos».

### Fallecimiento
Kraft falleció el 22 de julio de 2019 en Houston a la edad de 95 años, dos días después del 50° aniversario del primer alunizaje como parte de la misión Apollo 11, en 1969.

## Vida privada y aficiones
Desde 1950, Kraft estuvo casado con Betty Anne Kraft (anteriormente Turnbull), a quien conoció en la secundaria. El matrimonio procreó dos hijos: Gordon y Kristi-Anne. En su autobiografía, Kraft reveló el sacrificio que hizo su familia debido a su empleo en la NASA, pues «yo era... más como una figura distante autoritaria para Gordon y Kristi-Anne que un típico padre estadounidense».
Seguidor de la iglesia episcopal, en su iglesia regional llegó a ser un lector laico. En los años 1960, la familia Kraft estuvo involucrada en varias actividades de la iglesia: Betty Anne enseñó en la escuela dominical y sirvió en la cofradía del altar; Gordon participó como acólito; y Kristi-Anne cantó en el coro. Además de ser lector laico, Kraft pasó algún tiempo enseñando una clase para adultos en torno al estudio de la Biblia. Tal como recordó en su libro: «Yo carecía del entusiasmo fundamentalista y hacía que la gente se confundiera una vez que intentaba realmente relacionar a la iglesia antigua con interpretaciones más modernas. Fue difícil no ser contemporáneo cuando trabajaba enviando a hombres al espacio».
En los años 1940, su amigo y colega de la NASA Sig Sjoberg le enseñó a jugar al golf, y desde entonces Kraft se volvió un golfista ávido. Citó este deporte como una de las razones para establecerse en Houston después de su retiro, al concebirlo como un lugar adecuado para practicarlo.

## Premios y distinciones

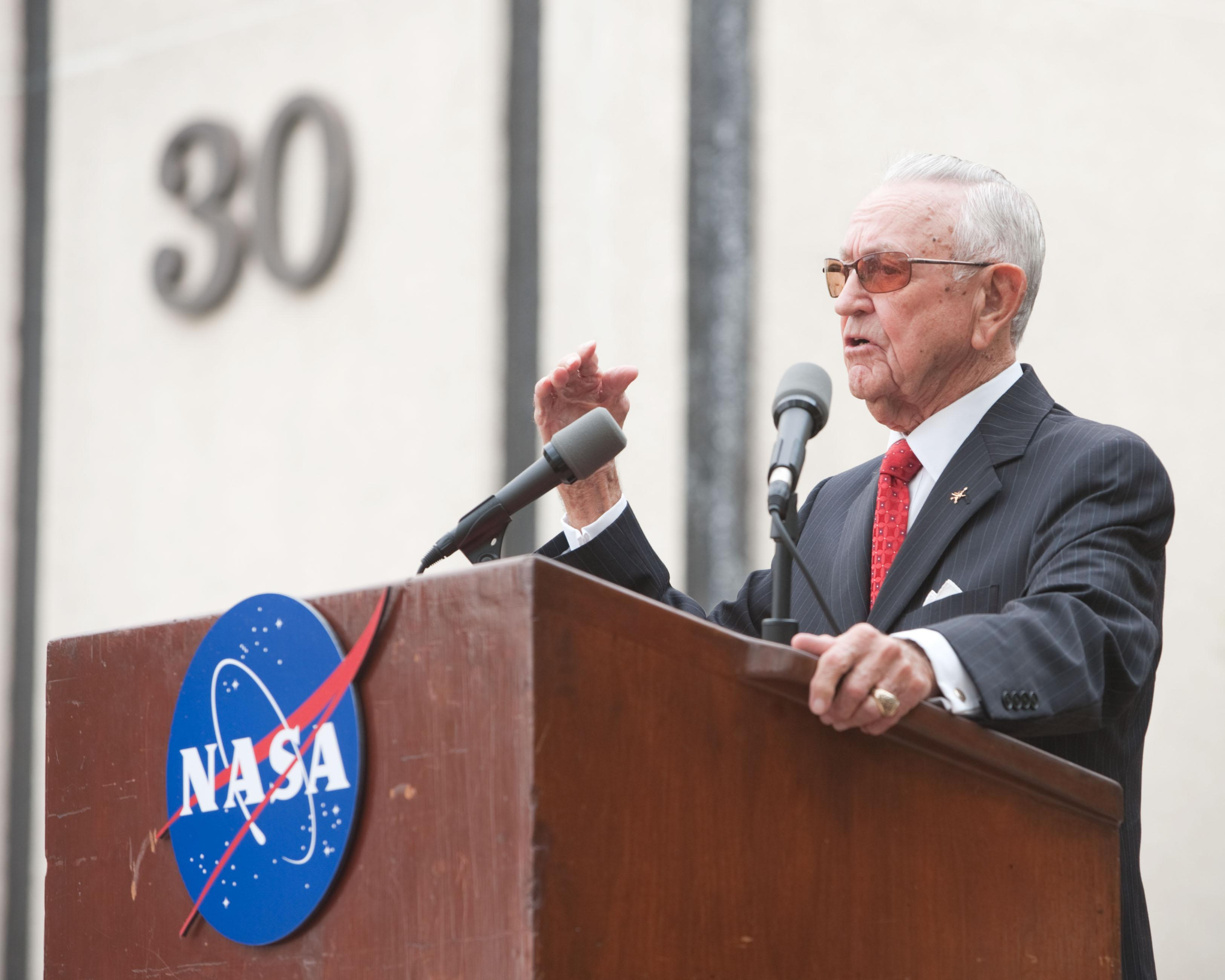
Kraft habla en la ceremonia para renombrar al Centro de Control de Misión en su honor, el 14 de abril de 2011.

Ha obtenido varios premios y reconocimientos por su trayectoria en la NASA. Entre ellos se encuentran la Medalla al Liderazgo Sobresaliente de la NASA, cuatro Medallas de Servicio Distinguido de la misma agencia, el premio Ciudadano Distinguido por parte de Hampton, Virginia en 1966, y el premio Goddard Memorial Trophy, por el National Space Club en 1979. Dos décadas después, en 1999, obtuvo el National Space Trophy por la Rotary National Award for Space Achievement Foundation, que lo describió como una «fuerza conductora en el programa de vuelos espaciales estadounidenses desde sus comienzos hasta la época del transbordador espacial, un hombre cuyos logros han pasado a ser legendarios».
En 2006, la NASA le otorgó el distintivo embajador de la Exploración, que traía consigo una muestra de materia lunar recogida por el Apolo 11. Kraft presentó el premio a su alma mater Virginia Tech para su exhibición en el Colegio de Ingeniería. En 2011, el Centro Espacial Johnson renombró a su CCM como Centro de Control de Misiones Christopher C. Kraft Jr., en su honor. De manera similar, la Kraft Elementary School, radicada en Hampton, Virginia, se llamó así a manera de homenaje a Kraft.

## En películas
Stephen Root y J. D. Evermore interpretaron a Kraft en cinco capítulos de la miniserie From the Earth to the Moon (1998), así como en la película First Man (2018), respectivamente. El propio exdirector de vuelo de la NASA dio algunas entrevistas en documentales sobre el programa espacial, entre ellos Apollo 13: To the Edge and Back (PBS), Failure is Not an Option (History Channel), When We Left Earth (Discovery Channel) y Live From The Moon (Spacecraft Films).